# Olešná, Havlíčkův Brod
Olešná là một làng thuộc huyện Havlíčkův Brod, vùng Vysočina, Cộng hòa Séc.